# Тоант (цар Лемноса)
Тоант — володар острова Лемнос, батько Гіпсіпілли.
Острів подарував Тоантові Радамант. Тоанта врятувала від смерті його дочка Гіпсіпіла.